# Bundestagswahl 1972
Die Bundestagswahl 1972 fand am 19. November 1972 statt. Die Wahl des 7. Deutschen Bundestages war die erste vorgezogene Bundestagswahl in der Geschichte der Bundesrepublik Deutschland und die mit der höchsten Wahlbeteiligung (91,1 % der Wahlberechtigten). Die SPD mit Willy Brandt erreichte bei dieser Wahl ihr bestes Ergebnis jemals und erhielt auch erstmals mehr Stimmen als die CDU/CSU. 
- SPD: 242
- CDU/CSU: 234
- FDP: 42

- Regierung: 284
- Opposition: 234

## Hintergrund

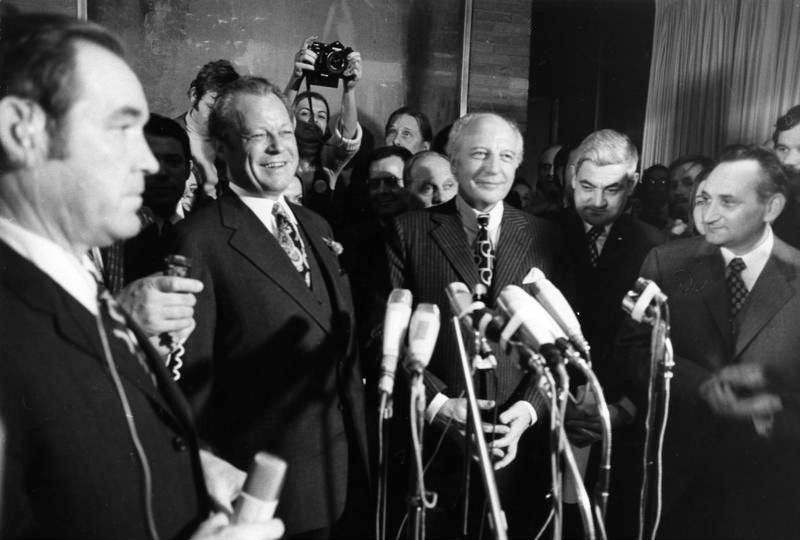
Willy Brandt (SPD) und Walter Scheel (FDP) am Wahlabend

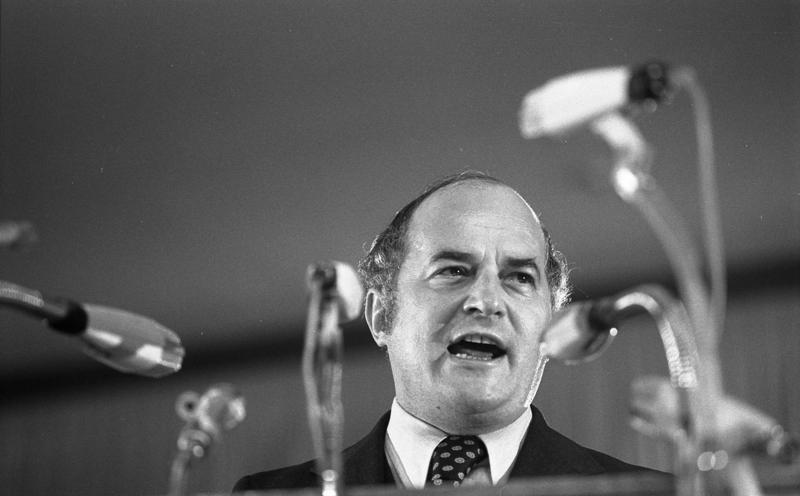
Rainer Barzel, Kandidat von CDU/CSU, im Wahlkampf

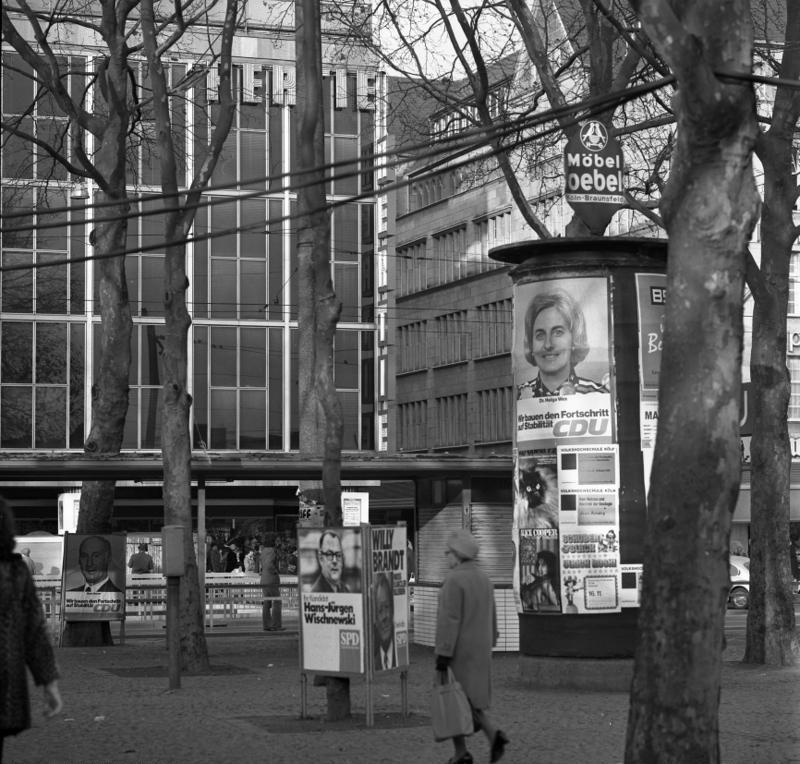
Wahlplakate verschiedener Kandidaten auf dem Kölner Neumarkt (Willy Brandt, Hans Katzer, H.-J. Wischnewski, Helga Wex)

Notwendig wurde die Wahl, nachdem die Mehrheit der sozialliberalen Koalition unter Bundeskanzler Willy Brandt im Lauf der Legislaturperiode nach und nach durch Fraktionswechsel bröckelte: je vier Abgeordnete der SPD (u. a. Herbert Hupka) und der FDP (u. a. Erich Mende) verließen aus Ablehnung der Neuen Ostpolitik das Regierungslager und schlossen sich der CDU/CSU-Fraktion an.
Im April 1972 scheiterte ein konstruktives Misstrauensvotum gegen Willy Brandt, bei welchem Rainer Barzel zum Bundeskanzler gewählt werden sollte, an zwei fehlenden Stimmen. Wie in den 1990ern bekannt wurde, waren dabei mindestens zwei Stimmen gegen Barzel (Julius Steiner, CDU und Leo Wagner, CSU) durch das Ministerium für Staatssicherheit (MfS) gekauft worden (siehe unter Steiner-Wienand-Affäre); die genauen Hintergründe sind dauerhaft unbekannt (Misstrauensvotum 1972). Trotzdem besaß die Koalition keine handlungsfähige Mehrheit mehr, sodass Bundespräsident Gustav Heinemann nach einer im September 1972 negativ beantworteten Vertrauensfrage von Bundeskanzler Brandt den Bundestag auflöste.
Obwohl bereits unmittelbar nach dem gescheiterten Misstrauensvotum vom April 1972 feststand, dass die Koalition ihre Mehrheit verloren hatte, zögerte Brandt in Übereinkunft mit der Opposition die Vertrauensfrage bis zum Herbst hinaus. Offizieller Grund waren die Olympischen Sommerspiele im August/September, deren Organisation man weder durch einen Wahlkampf, eine Regierungsbildung noch gar einen Regierungswechsel überlagern wollte. Auch organisatorische Fragen spielten bei allen Parteien eine Rolle. Für die SPD kam überdies hinzu, dass die Umfragewerte im Frühjahr katastrophal ausfielen und erst durch die von Albrecht Müller maßgeblich geplante Kampagne ein Stimmungsumschwung möglich wurde.
Für die Unionsparteien trat der CDU-Parteichef und Vorsitzende der CDU/CSU-Bundestagsfraktion Rainer Barzel als Kanzlerkandidat an. Es war ein emotional geführter Wahlkampf mit hoher Wahlbeteiligung, denn es ging um die Bestätigung oder Ablehnung der ersten sozialliberalen Koalition der Bundesgeschichte und ihrer kontrovers aufgenommenen Ostpolitik. Die SPD profitierte von ihrer guten Mitgliederstruktur und Stärke auf Basis der Ortsvereine, die die CDU noch nicht besaß.
Erstmals durften auch junge Menschen im Alter von 18 bis 20 Jahren an der Bundestagswahl teilnehmen, nachdem am 31. Juli 1970 das Wahlalter für das aktive Wahlrecht von 21 auf 18 Jahre gesenkt wurde, also erstmals und zugleich das einzige Mal unter das jeweilige Volljährigkeitsalter, das damals noch bei 21 Jahren lag. Außerdem wurde das Mindestalter für das passive Wahlrecht von bisher 25 Jahren auf 21 Jahre gesenkt, indem es gesetzlich an die Volljährigkeit gekoppelt wurde. Es war die einzige Bundestagswahl, bei der das Mindestalter für das passive Wahlrecht bei 21 Jahren lag, denn mit der Herabsetzung des Volljährigkeitsalters von 21 auf 18 Jahre am 1. Januar 1975 wurde auch das erforderliche Alter für das passive Wahlrecht zum Bundestag auf 18 Jahre automatisch weiter abgesenkt, sodass das aktive und passive Wahlrecht seit der darauffolgenden Bundestagswahl 1976 altersmäßig zusammenfallen und zugleich seitdem bei Bundestagswahlen mit der Volljährigkeit verknüpft sind.

## Amtliches Endergebnis
| Listen                       | Listen                                            | Erststimmen | Erststimmen | Erststimmen | Erststimmen | Zweitstimmen | Zweitstimmen | Zweitstimmen | Zweitstimmen | Mandate | Mandate | Berliner Abg. |
| Listen                       | Listen                                            | Stimmen     | %           | +/-         | Mandate     | Stimmen      | %            | +/-          | Mandate      | Anzahl  | +/-     | Berliner Abg. |
| ---------------------------- | ------------------------------------------------- | ----------- | ----------- | ----------- | ----------- | ------------ | ------------ | ------------ | ------------ | ------- | ------- | ------------- |
|                              | Sozialdemokratische Partei Deutschlands (SPD)     | 18.228.239  | 48,9        | +4,8        | 152         | 17.175.169   | 45,8         | +3,2         | 78           | 230     | +6      | 12            |
|                              | Christlich Demokratische Union Deutschlands (CDU) | 13.304.813  | 35,7        | –1,4        | 65          | 13.190.837   | 35,2         | –1,4         | 112          | 177     | –16     | 9             |
|                              | Christlich-Soziale Union in Bayern (CSU)          | 3.620.625   | 9,7         | +0,2        | 31          | 3.615.183    | 9,7          | +0,2         | 17           | 48      | –1      | –             |
|                              | Freie Demokratische Partei (FDP)                  | 1.790.513   | 4,8         | ±0,0        | –           | 3.129.982    | 8,4          | +2,6         | 41           | 41      | +11     | 1             |
|                              | Nationaldemokratische Partei Deutschlands (NPD)   | 194.389     | 0,5         | –3,1        | –           | 207.465      | 0,6          | –3,8         | –            | –       | –       | –             |
|                              | Deutsche Kommunistische Partei (DKP)              | 146.258     | 0,4         | N/A         | –           | 113.891      | 0,3          | N/A          | –            | –       | –       | –             |
|                              | Europäische Föderalistische Partei (EFP)          | 7.581       | 0,0         | ±0,0        | –           | 24.057       | 0,1          | –0,1         | –            | –       | –       | –             |
|                              | Freisoziale Union – Demokratische Mitte (FSU)     | 1.864       | 0,0         | ±0,0        | –           | 3.166        | 0,0          | ±0,0         | –            | –       | –       | –             |
|                              | Wählergruppen/Einzelbewerber                      | 9.497       | 0,0         | –0,1        | –           | –            | –            | –            | –            | –       | –       | –             |
| Gesamt                       | Gesamt                                            | 37.303.779  | 100         |             | 248         | 37.459.750   | 100          |              | 248          | 496     | –       | 22            |
|                              |                                                   |             |             |             |             |              |              |              |              |         |         |               |
| Ungültige Stimmen            | Ungültige Stimmen                                 | 457.810     | 1,2         | –1,2        |             | 301.839      | 0,8          | –0,9         |              |         |         |               |
| Wähler                       | Wähler                                            | 37.761.589  | 91,1        | +4,4        |             | 37.761.589   | 91,1         | +4,4         |              |         |         |               |
| Wahlberechtigte              | Wahlberechtigte                                   | 41.446.302  |             |             |             | 41.446.302   |              |              |              |         |         |               |
|                              |                                                   |             |             |             |             |              |              |              |              |         |         |               |
| Quelle: Der Bundeswahlleiter |                                                   |             |             |             |             |              |              |              |              |         |         |               |

Die Wahlbeteiligung von 91,1 % war die höchste jemals bei Bundestagswahlen verzeichnete Beteiligung. Die SPD konnte erstmals die stärkste Bundestagsfraktion bilden, dies war vorher immer nur der Unionsfraktion aus CDU und CSU gelungen.

### Ergebnisse in den Bundesländern

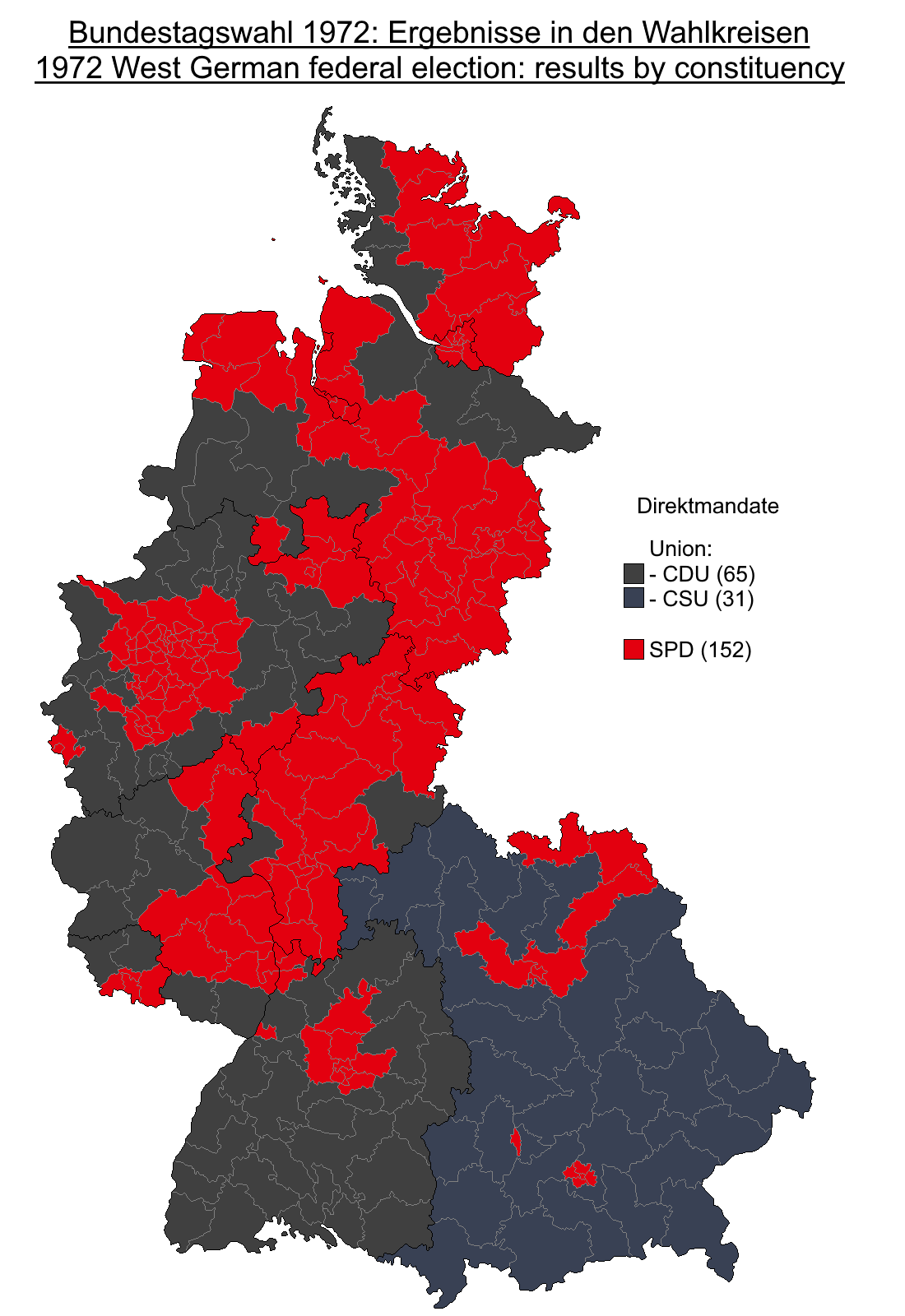
Erststimmenmehrheiten in den Wahlkreisen:
SPD
CDU/CSU

| Bundesland          | Wahl- berechtigte | Wähler     | Wahl- beteiligung | SPD  | SPD   | CDU/CSU | CDU/CSU | FDP  | FDP   |
| Bundesland          | Wahl- berechtigte | Wähler     | Wahl- beteiligung | Erst | Zweit | Erst    | Zweit   | Erst | Zweit |
| ------------------- | ----------------- | ---------- | ----------------- | ---- | ----- | ------- | ------- | ---- | ----- |
| Baden-Württemberg   | 05.960.714        | 05.376.985 | 90,2              | 42,8 | 38,9  | 50,5    | 49,8    | 5,6  | 10,2  |
| Bayern              | 07.375.146        | 06.626.216 | 89,8              | 39,4 | 37,8  | 55,5    | 55,1    | 4,0  | 06,1  |
| Bremen              | 00.540.928        | 00.492.431 | 91,0              | 61,8 | 58,1  | 29,8    | 29,6    | 7,1  | 11,1  |
| Hamburg             | 01.348.617        | 01.242.832 | 92,2              | 60,2 | 54,4  | 33,3    | 33,3    | 5,3  | 11,2  |
| Hessen              | 03.841.104        | 03.522.483 | 91,7              | 53,3 | 48,5  | 40,5    | 40,3    | 5,3  | 10,2  |
| Niedersachsen       | 05.126.515        | 04.684.898 | 91,4              | 51,5 | 48,1  | 43,3    | 42,7    | 4,5  | 08,5  |
| Nordrhein-Westfalen | 11.992.806        | 11.005.807 | 91,8              | 52,8 | 50,4  | 41,5    | 41,0    | 4,9  | 07,8  |
| Rheinland-Pfalz     | 02.623.690        | 02.404.007 | 91,6              | 47,6 | 44,9  | 46,6    | 45,9    | 4,8  | 08,1  |
| Saarland            | 00.797.605        | 00.740.910 | 92,9              | 50,5 | 47,9  | 44,0    | 43,4    | 4,0  | 07,1  |
| Schleswig-Holstein  | 01.839.177        | 01.665.020 | 90,5              | 52,1 | 48,6  | 42,9    | 42,0    | 4,2  | 08,6  |

## Konsequenzen
| Mögliche Koalitionen | Sitze |
| -------------------- | ----- |
| Sitze gesamt         | 518   |
| voll stimmberechtigt | 496   |
| Zweidrittel-Mehrheit | 331   |
| SPD, Union           | 476   |
| Absolute Mehrheit    | 249   |
| SPD, FDP             | 284   |
| Union, FDP           | 276   |

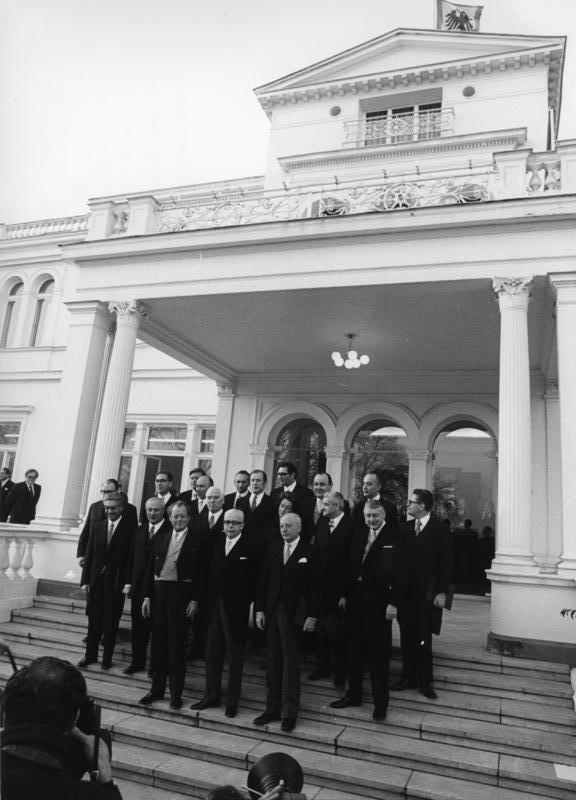
Das Brandt-Kabinett beim Amtsantritt.

Für die FDP war schon im Wahlkampf klar, dass sie nur für die Sozialliberale Koalition zur Verfügung stand. So wurde Brandt im Dezember 1972 als Bundeskanzler von der SPD/FDP-Mehrheit im Bundestag wiedergewählt, die Koalition hatte dieses Mal, im Gegensatz zur Wahl von 1969, die absolute Mehrheit der Wählerstimmen und eine klare Mehrheit im Bundestag erreichen können. Barzel blieb zunächst CDU/CSU-Oppositionsführer, trat aber bereits ein halbes Jahr später zurück. Mit Annemarie Renger (SPD) wurde erstmals eine Frau in das Amt des Bundestagspräsidenten gewählt. Sie war gleichzeitig das erste SPD-Mitglied, das diesen Posten innehatte.